# Valiant (Schiff, 1916)
Die HMS Valiant war ein Schlachtschiff der Queen-Elizabeth-Klasse, die in den 1910er Jahren für die Royal Navy gebaut wurde.

## Geschichte
Die Valiant wurde am 31. Januar 1913 in der Fairfield Werft in Glasgow auf Kiel gelegt, am 4. November 1914 vom Stapel gelassen und am 19. Februar unter dem Kommando von Kapitän Maurice Woollcombe für den Einsatz in der Grand Fleet in Dienst gestellt.

### Erster Weltkrieg

#### Skagerrakschlacht
Mit dem Ziel, einen Teil der Grand Fleet aus ihren Häfen zu locken und zu vernichten, verließ die deutsche Hochseeflotte, bestehend aus 16 Schlachtschiffen, 6 Einheitslinienschiffen und weiteren Schiffen, am frühen Morgen des 31. Mai Wilhelmshaven. Der Plan sah vor, dass Hipper mit den Schlachtkreuzern der 1. und den leichten Kreuzern der 2. Aufklärungsgruppe nach Norden außer Sichtweite der dänischen Küste vorstoßen, durch Angriffe auf englische Küstenstädte ein Auslaufen von britischen Schiffen provozieren und sie in Richtung Hochseeflotte locken sollte. Die nachrichtendienstliche Abteilung der britischen Admiralität Room 40 hatte den deutschen Funkverkehr mit den Operationsplänen abgefangen und entschlüsselt. Daraufhin befahl die Admiralität Jellicoe und Beatty, noch in der Nacht mit der Grand Fleet von Scapa Flow, Cromarty und Rosyth auszulaufen, um die Hochseeflotte abzuschneiden und zu vernichten. 

Manöver der britischen (blau) und deutschen (rot) Flotte vom 31. Mai bis 1. Juni 1916

Nachdem das 5. Schlachtgeschwader am Morgen von Rosyth aus in See gestochen war, ordnete Beatty um 14:15 Uhr eine Kursänderung nach Nordosten an, um sich mit der Grand Fleet zu vereinigen. Um 15:20 Uhr entdeckten Hippers Schlachtkreuzer Beattys Schlachtkreuzer. Um 15:32 Uhr ordnete Beatty eine Kursänderung nach Ost-Südost an, um die Rückzugslinie der Deutschen abzuschneiden. Hipper befahl seinen Schiffen, nach Steuerbord abzudrehen und einen südöstlichen Kurs einzuschlagen. Mit dieser Wende fiel Hipper auf die Hochseeflotte zurück, die 97 km hinter ihm lag. Beatty änderte daraufhin ebenfalls seinen Kurs nach Osten, um auf Hipper aufzuschließen.
Gegen 16:05 Uhr hatte das 5. Schlachtgeschwader eine Distanz erreicht, um die leichten Kreuzer der Deutschen anzugreifen. Um 16:08 Uhr hatte das 5. Schlachtgeschwader die Nachhut der deutschen Schlachtkreuzer erreicht und die Valiant eröffnete das Feuer auf die Moltke, die einen Treffer erhielt. Die Situation änderte sich, als um 16:40 Uhr die deutschen Schlachtschiffe in Sicht kamen. Da Beatty es versäumt hatte, seine Absichten ausreichend zu signalisieren, als er nach Norden abdrehte, befanden sich die Schlachtschiffe des 5. Schlachtgeschwaders auf einem entgegengesetzten Kurs an den Schlachtkreuzern vorbei und steuerten direkt auf den sich nähernden Hauptteil der Hochseeflotte zu. Gegen 16:48 Uhr eröffnete Scheer das Feuer auf die britischen Schlachtschiffe. Die Valiant konnte Treffer vermeiden und feuerte ihrerseits um 17:30 Uhr aus einer Entfernung von 14 bis 16 Kilometern auf drei deutsche Schiffe. Die Valiant beteiligte sich weiter an der Schlacht, bis der Feind gegen 18:02 Uhr in einer Distanz von 17 Kilometern außer Sicht kam.

### Zwischenkriegszeit
Von 1919 bis 1923 gehörte die Valiant zum 1. Schlachtgeschwader der Atlantikflotte und von 1924 bis März 1929 zum 1. Schlachtgeschwader der Mittelmeerflotte. Am 23. März 1929 wurde das Schiff außer Dienst gestellt. Für die Valiant begann eine lange Zeit in der Werft. Am Schiffsrumpf wurden Torpedowülste angebracht und die Torpedorohre wurden umgebaut. Neben Verbesserungen an den Maschinen bekam sie ein neues Katapult für das Flugzeug. Am 2. Dezember 1930 wurde die Valiant dem 2. Schlachtgeschwader der Atlantic Fleet zugeteilt. Vom 15. bis 16. September 1931 waren die Matrosen des Schiffs an der Invergordon-Meuterei beteiligt. Im Rahmen der Flottenumstrukturierung im März 1932 wurde die Atlantic Fleet in Home Fleet umbenannt, wodurch die Valiant teil dieser neuen Flotte wurde. Im Juli 1935 wurde das Schiff ins Mittelmeer abkommandiert, wo sie die Ramillies ersetzen sollte. Am 1. März 1937 wurde das Schiff für einen zweijährigen Totalumbau in der Marinewerft Devonport erneut außer Dienst gestellt.

### Zweiter Weltkrieg
Am 30. November 1939 wurde das Schiff in Devonport in Dienst gestellt und der Amerika- und Westindien-Station zugeteilt.
Auf der Rückfahrt nach Großbritannien im Dezember 1939 eskortierte sie kanadische Truppen über den Atlantik und schloss sich am 7. Januar 1940 der Home Fleet an. Die Valiant fuhr Sicherungsdienst für Truppentransporte und unterstützte im Mai 1940 die britischen Landungstruppen beim Norwegen-Feldzug. Dabei entging das Schlachtschiff nur knapp einem Torpedo, der von U 38 abgeschossen worden war.

#### Mers-el-Kébir
Mit der Kapitulation Frankreichs am 22. Juni 1940 lag das Gros der französischen Flotte in Mers-el-Kébir. Da der britische Premierminister Winston Churchill sehr beunruhigt war, die französischen Schiffe könnten in die Hände der Deutschen gelangen, und er den Zusagen der Vichy-Regierung nicht glaubte, dass sie einen Zugriff der Deutschen auf die Schiffe verhindern würde, beabsichtigte er den Franzosen ein Ultimatum zu stellen. Das Ultimatum sah vor, dass die Franzosen sich entweder den Alliierten anschließen oder aber ihre Schiffe an die Briten übergeben. Am Mittwoch, den 3. Juli 1940, erschien Force H unter dem Kommando von Vizeadmiral James Fownes Somerville bestehend aus dem Flugzeugträger Ark Royal, dem Schlachtkreuzer Hood, der Valiant, der Resolution und der Nelson sowie weiteren Kreuzern und Zerstörern vor der Hafeneinfahrt. Somerville funkte an Admiral Marcel Gensoul, um ihm die britischen Forderungen mitzuteilen. Nachdem das Ultimatum abgelaufen war, eröffnete die Valiant zusammen mit der Hood und der Resolution das Feuer. Die Dunkerque die Provence und die Bretagne wurden getroffen und schwer beschädigt, letztere explodierte und sank. Nachdem Somerville das Feuer hatte einstellen lassen, um Gensoul eine weitere Chance zu geben, übersah er, dass die Strasbourg zusammen mit den fünf verbliebenen Zerstörern hinter dem dichten Rauch der Explosionen ins offene Meer entkommen waren. Die Strasbourg erreichte zusammen mit den Zerstörern Volta, Tigre und Le Terrible am Abend des 4. Juli Toulon.

#### Kap Matapan
Mit Hilfe eines abgefangenen und durch ULTRA entschlüsselten Funkspruchs der Luftwaffe erfuhr Admiral Cunningham, dass die Italiener unter dem Kommando von Vizeadmiral Angelo Iachino beabsichtigten, die britische Flotte anzugreifen, um sie vom Transport deutscher Truppen nach Nordafrika abzulenken. Daher brachte er, nachdem die Italiener in einem Verband von 22 Schiffen, darunter das Schlachtschiff Vittorio Veneto, am 26. März in See stach, sämtliche Schiffe, darunter die Valiant, in Stellung. Am 28. März stießen britische Kreuzer auf die italienische Flotte, wurden jedoch durch die Vittorio Veneto zum Rückzug gezwungen. Daraufhin ordnete Cunningham einen Luftangriff an. Die Vittorio Veneto konnte mit einsetzender Dunkelheit zwar nach Westen entkommen, aber es gelang der Valiant, Warspite und Barham, sich den zurückgebliebenen italienischen Schiffen zu nähern und die schweren Kreuzer Fiume und Zara sowie zwei Zerstörer zu versenken.

#### Kreta
Während die Valiant zusammen mit der Warspite die Evakuierung der Alliierten Truppen in Kreta unterstützte, wurden beide Schiffe am 22. Mai südöstlich von Kythera bei einem Luftangriff durch Junkers Ju 88 der I. Gruppe des Lehrgeschwader 1 und Messerschmitt Bf 109E der III. Gruppe des Jagdgeschwader 77 angegriffen. Während die Warspite schwere Schäden erlitt, kam es auf der Valiant trotz zweier Treffer nur zu geringen Beschädigungen.
Die Valiant lag an Liegeplatz „B2“, als sich am Morgen des 23. Dezember um ca. 6:05 Uhr eine schwere Explosion an Backbord im Bereich des Geschützturms A ereignete. Zwei italienische Kampfschwimmer der Decima Flottiglia MAS mit bemannten Torpedos vom Typ maiale war es gelungen, die Verteidigungsanlagen zu durchbrechen und Torpedos gegen den Rumpf des Schiffes zu feuern. Mehrere Abteilungen wurden unmittelbar darauf überflutet, wodurch das Schiff von 4 Grad nach Backbord krängte. Da keine der Maschinen zerstört worden war, konnte das Schiff nach Alexandria zurückkehren, wo erste Schäden behoben wurden.
Am 1. April 1942 verließ sie Alexandria über Port Said und Aden in Richtung Durban, wo vollständige Reparaturen durchgeführt werden sollten.
Am 14. Juli verließ sie Durban in Richtung Simonstown, wo sie drei Tage später ankam. Zwischen dem 17. Juli und dem 6. August führte sie Geschützübungen in der False Bay durch und vom 16. Bis zum 17. August nahm sie zusammen mit der Warspite, der Resolution und der Royal Sovereign an Manövern vor Kilindini teil.
Vom 29. August bis zum 1. September 1942 nahm die Valiant zusammen mit der Warspite, der Resolution sowie den leichten Kreuzer Enterprise, Gambia und Jacob van Heemskerck und neun Zerstörern im Rahmen von Operation Touchstone an mehreren Großmanövern vor Tanganjika und Sansibar teil. Bis zum Ende des Jahres führte sie weitere Geschützübungen durch und kehrte am 7. Januar 1943 zur Überholung nach Großbritannien zurück. Nach Abschluss der Arbeiten kehrte die Valiant in den Südatlantik zurück, wo sie zum Geleitschutz eingesetzt wurde. Am 25. Februar kehrte sie für eine weitere Überholung nach Großbritannien zurück. Nachdem die Überholung am 5. Mai abgeschlossen waren, lief sie nach Scapa Flow, wo sie bis Mitte Juni verblieb.

#### Sizilien und Italien
Am 17. Juni verließ die Valiant zusammen mit der Nelson, der Rodney und der Warspite Scapa Flow in Richtung Gibraltar und schloss sich bei ihrer Ankunft der Force H an. Zwischen dem 2. und 3. September deckten die Warspite und die Valiant den Angriff über die Straße von Messina und bombardierten die italienischen Küstenbatterien bei Reggio. Im Oktober 1943 kehrte sie zur Überholung in die Heimat zurück. Nach Abschluss der Arbeiten am 1. Dezember wurde die Valiant zur Eastern Fleet abkommandiert.

### Indischer Ozean
Sie verließ Devonport am 23. Dezember und erreichte am 27. Januar 1944 Trincomalee. Während Operation Cockpit unterstützte sie im Verband mit französischen und niederländischen Einheiten die Illustrious und die Saratoga bei ihrem Angriff auf Sabang am 19. April 1944. Vom 30. April bis zum 1. Mai nahm sie während Operation D an der Bombardierung von Car Nicobar und Port Blair auf den Andamanen teil. Am 22. Juli nahm sie im Rahmen von Operation Crimson ihre Angriffe auf Sabang wieder auf. Am 8. August wurde sie durch das Einknicken des Schwimmdocks in Trincomalee infolge eines japanischen Flugzeugangriffs 1942 und eines mechanischen Defekts schwer beschädigt. Nach einer Notreparatur kehrte sie in die Heimat zurück und lief dabei am 21. Oktober im Sueskanal auf Grund. Im Dezember konnte sie endgültig befreit werden und ihre Heimreise über das Kap der Guten Hoffnung und Freetown fortsetzen.

### Nachkriegszeit
Bei ihrer Ankunft am 1. Februar 1945 wurde sie abgemustert überholt und der Reserve zugeteilt. Im April 1946 wurde sie als Schulschiff eingesetzt. Im Januar 1948 wurde die Valiant von der Marineliste gestrichen und am 19. März 1948 an British Iron & Steel Corporation zum Abwracken verkauft.

## Technik

### Schiffsmaße
Das Schiff hatte eine Länge über alles von 195 m, eine Breite von 27,60 m und einen Tiefgang von 10,10 m. Die Verdrängung lag zwischen 30.918 und 34.164 t.

### Antrieb
Das Schiff war mit vier Parsons-Turbinen ausgestattet, die jeweils eine Welle antrieben und insgesamt 56.000 Shp (41.188 kW) entwickelten, mit der sie eine Höchstgeschwindigkeit von 25 Knoten erreichte. Der Dampf wurde von 24 Yarrow Wasserrohrkesseln mit einem Arbeitsdruck von 16,2 bar geliefert. Das Schiff konnte maximal 3.454 t Heizöl mitführen, was ihm bei 10 Knoten (19 km/h) eine Reichweite von 4.500 Seemeilen (8.334 km) ermöglichte. Die Besatzung des Schiffes bestand aus 925 bis 951 Mann plus Offiziere.

### Bewaffnung
Die Hauptbewaffnung bestand aus acht 381-mm Geschützen auf Mk I Lafetten in vier Zwillingstürmen vor und hinter den Aufbauten mit den Bezeichnungen „A“, „B“, „X“ und „Y“ von vorne nach achtern. Die Lafetten hatten ein Gewicht von 782 t und einen Aktionsradius von −150 bis +150 Grad. Die Kanonen selbst hatten ein Gewicht von 101 t. Ihre Reichweite lag mit einer maximalen Elevation von +20 Grad und einer Mündungsgeschwindigkeit von 804 m/s bei 26 km. Die Sekundärbewaffnung bestand aus vierzehn 152-mm-Geschützen von denen Zwölf in Kasematten entlang der Breitseite des Schiffes montiert waren und die restlichen zwei auf dem Hauptdeck achtern. Die Kanone mit einem Gewicht von 7 t hatte bei einer maximalen Elevation von 40 Grad eine Reichweite von 12 km. Die 45 kg schweren Granate erreichten dabei eine Mündungsgeschwindigkeit von 861 m/s. Die Flugabwehr bestand aus zwei 76-mm-Schnellfeuergeschützen. Außerdem war das Schiff mit vier im Rumpf eingelassenen 533-mm-Torpedorohren ausgestattet, zwei auf jeder Breitseite.

### Panzerung
Das Schiff hatte einen Panzergürtel aus Krupp-Zementstahl. Er erstreckte sich über eine Länge von etwa 165 m. Mittschiffs war er 330 mm dick und verjüngte sich unter der Wasserlinie auf 51 mm und an seinen Enden auf 25 mm. Darüber verlief ein 152 mm dicker Plankengang, der sich von der A-Barbette bis zur Y-Barbette erstreckte. Die von 178 bis 254 mm dicken Barbetten umgebenen Geschütztürme hatten an der Front eine 330 mm dicke Panzerung und an den Seiten 279 mm. Die gepanzerten Decks hatten eine Stärke von 25 bis 76 mm. Der Kommandoturm war durch eine 330 mm dicke Panzerung geschützt.

### Sensoren, Feuerleitanlage Aufklärung
Die Valiant war mit zwei Feuerleitrechnern und 4,60 m Entfernungsmessern ausgestattet, wobei einer oberhalb des Kommandoturms angebracht war, geschützt durch eine gepanzerte Haube, und der andere im Ausguck des Fockmasts. Das Feuerleitsystem für die Torpedos befand sich zusammen mit einem 2,70 m Entfernungsmesser am hinteren Ende der Aufbauten.